# 甄豊
甄 豊（しん ぽう、? - 10年）は、中国の前漢時代末期から新代にかけての政治家。字は長伯。荊州南陽郡の人。子は甄尋。

## 事跡

### 王莽の謀臣
| 姓名           | 甄豊 |
| 時代           | 前漢時代 - 新代 |
| 生没年         | 生年不詳 - 10年（始建国2年） |
| 字・別号       | 長伯（字） |
| 本貫・出身地等 | 荊州南陽郡 |
| 職官           | 京兆都尉〔前漢〕→水衡都尉〔前漢〕 →泗水相〔前漢〕→左曹中郎将〔前漢〕 →光禄勲〔前漢〕 →左将軍（少傅も兼任）〔前漢〕 →大司空（後に太阿・右払兼任）〔前漢〕 →更始将軍〔新〕→右伯〔新〕 |
| 爵位・号等     | 広陽侯〔前漢〕→広新公〔新〕 |
| 陣営・所属等   | 成帝→哀帝→平帝→孺子嬰→王莽 |
| 家族・一族     | 子:甄尋 |

王莽の腹心・幕僚の一人。同姓の甄邯とともに、王莽にさまざまな献策を行った。
綏和元年（紀元前8年）、甄豊は京兆都尉から水衡都尉に遷る。綏和2年（紀元前7年）、泗水相に遷る。元寿2年（紀元前1年）、左曹中郎将から光禄勲に遷る。
元始元年（1年）、甄豊は光禄勲から離れ、同年3月には右将軍に遷る。これと同時に、または後に、少傅も兼任し、太傅王莽・太師孔光・太保王舜とともに四保となった。同年2月に左将軍就任時に、宗廟を安んじる策を定めた功績を評価され、広陽侯に封じられた。元始2年（2年）4月、病により罷免された王崇の後任として、大司空に就任した。
以上のように、元始年間に、甄豊と甄邯は王莽の側近として台頭し、朝廷で威勢を振るい始めた。元始3年（3年）、王宇・呂寛や平帝の母の衛氏の一族が誅滅される事件が起きると、甄豊は王莽の意を汲み、何武・鮑宣・彭宏（彭寵の父）などの名士・豪傑数百人を連座により死に追いやっている。
居摂元年（6年）3月、甄豊は太阿・右払も兼任し、孺子嬰を補佐する。居摂2年（7年）9月の東郡太守翟義の反乱の際には、王舜とともに夜間に宮中を巡回し、王莽を護衛した。

### 不平の末の最期
甄豊は、王舜・劉歆らとともに、王莽を早くから補佐していた。しかし、王莽が摂皇帝となってから皇帝に即位するまでは、甄豊ら古くからの腹心ではなく、符命を献上するなどした新たな部下たちが王莽に信任されている。この状況に甄豊は不満を抱いたが、王莽も甄豊のその内心は見抜いていた。
始建国元年（9年）、王莽は新を創建するとともに、甄豊を広新公に封じる一方で、更始将軍に降格した。これにより、甄豊は孫建・王興・王盛とともに四将の一人となったものの、餅売り出身の王盛と同列にされたことになる。甄豊とその子の茂徳侯甄尋は不満を抱きながらも、黙り込むしかなかった。
始建国2年（10年）、甄尋が作成した符命に基き、甄豊は右伯に任命された。ところがそれに就任する前の同年12月、甄尋がさらに作成した符命の内容が、「漢の平帝の后であった黄皇室主（王莽の娘）は、甄尋の妻となるだろう」というものであったため、王莽の怒りを買い、甄尋は逃亡し、甄豊は自殺した。